# Euryzygomatomys
Az Euryzygomatomys az emlősök (Mammalia) osztályának a rágcsálók (Rodentia) rendjébe, ezen belül a tüskéspatkányfélék (Echimyidae) családjába tartozó nem.

## Rendszerezés
A nembe az alábbi 2 faj tartozik:
- Euryzygomatomys guiara Brandt, 1835 - korábban azonosnak tartották az E. spinosusszal
- Euryzygomatomys spinosus G. Fischer, 1814 - típusfaj